# Rex Linn
Rex Maynard Linn (13 de noviembre de 1956) es un actor de cine y televisión estadounidense conocido por su papel como Frank Tripp en la famosa serie de televisión CSI: Miami. También ha aparecido en producciones como Independence Day, Cheaper by the Dozen, Breakdown y Ghosts of Mars.

## Filmografía

### Cine y televisión
- 2017 El joven Sheldon
- 2016 Better Call Saul
- 2015 Nashville
- 2015 The Brink
- 2014 The Lottery
- 2014 Zombeavers
- 2014 A Million Ways to Die in the West
- 2013 Devil's Knot
- 2011 The Walking Dead: Torn Apart
- 2008 Trial By Fire
- 2008 Appaloosa
- 2006 Abominable
- 2005 American Gun
- 2005 One Ranger
- 2005 The Zodiac
- 2004 After the Sunset
- 2003 The Hunted
- 2003 Dry Cycle
- 2003 Monte Walsh
- 2003 Cheaper by the Dozen
- 2003–2012 CSI: Miami
- 2002 Cockfight
- 2001 Ghosts of Mars
- 1999 A Murder on Shadow Mountain
- 1999 Blast From the Past
- 1999 Instinct
- 1999 The Jack Bull
- 1998 Rush Hour
- 1998 Black Cat Run
- 1998 The Odd Couple II
- 1997–2000 JAG
- 1997 Breakdown
- 1997 The Postman
- 1997 Last Stand at Saber River
- 1997 Horton Foote's Alone
- 1996 Ghosts of Mississippi
- 1996 Independence Day
- 1996 Tin Cup
- 1996 The Long Kiss Goodnight
- 1995 Cutthroat Island
- 1995 Perfect Alibi
- 1994 Clear and Present Dangerr
- 1994 Wyatt Earp
- 1994 Iron Will
- 1994 Drop Zone
- 1994 Confessions : Two Faces of Evil
- 1993 Cliffhanger
- 1992 Thunderheart
- 1992 In the Line of Duty: Siege at Marion
- 1991 My Heroes Have Always Been Cowboys
- 1991 The Gambler Returns: The Luck of the Draw
- 1989 Dark Before Dawn
- 1989 Night Game
- 1988 Calling All Turkeys